# 9623 Карлссон
9623 Карлссон (9623 Karlsson) — астероїд головного поясу, відкритий 21 березня 1993 року.
Тіссеранів параметр щодо Юпітера — 3,475.